# Toni Rabensteiner
Toni Rabensteiner (15 agosto 1999) è un giocatore di football americano italiano, che gioca come wide receiver per i Tirol Raiders.
Ha sempre giocato per i Tirol Raiders., prima nel campionato austriaco e poi in ELF.